# Neuenmarkt
Neuenmarkt est une commune de Bavière (Allemagne), située dans l'arrondissement de Kulmbach, dans le district de Haute-Franconie.

## Histoire

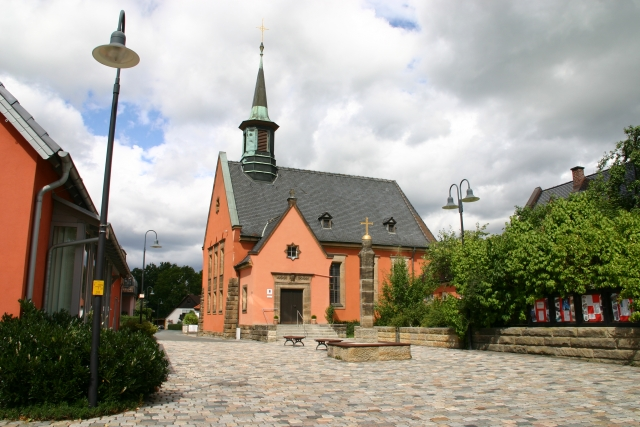
Église évangélique de Neuenmarkt.

## Transport

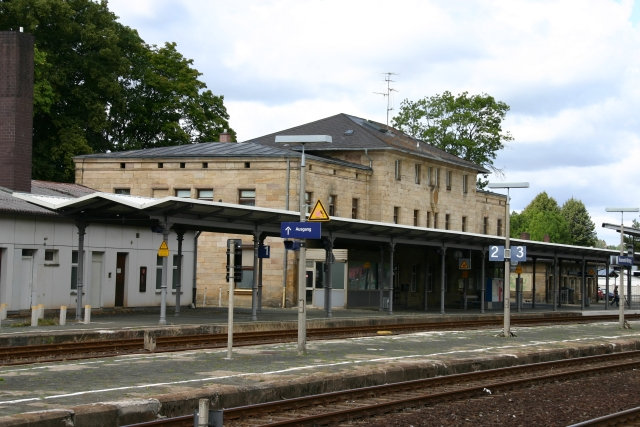
Gare de Neuenmarkt-Wirsberg.